# Muzeum w Bielsku-Białej – Dom Tkacza
Dom Tkacza – oddział Muzeum w Bielsku-Białej, w którym zrekonstruowano wygląd XVIII-wiecznego domu i warsztatu sukienniczego. Budynek muzeum położony jest w Bielsku-Białej przy ul. Sobieskiego i znajduje się na szlaku architektury drewnianej województwa śląskiego.

## Budynek
Dom Tkacza w Bielsku-Białej położony jest przy ul. Sobieskiego na Górnym Przedmieściu, w drewnianym budynku o konstrukcji zrębowej, z charakterystyczną oszalowaną wyżką. Budynek stanowi unikatowy przykład XVIII-wiecznej architektury rzemieślniczej, która uległa zagładzie podczas pożarów miasta w 1808 i 1836 r.
Aż do początku XX w. budynek mieścił dom i warsztat sukienniczy. Nieznane są szersze informacje na temat właścicieli budynku, prawdopodobnie jednak były to rodziny: Bartke (XVIII w.) i Bathelt (XIX w.). Od 1873 roku właścicielem domu był Carl Nowak, a po jego śmierci wdowa po nim, Marie. Na początku XX wieku znajdował się tutaj warsztat szewski Antoniego Polończyka, istniejący do II wojny światowej, a w okresie powojennym budynek pełnił funkcję normalnego domu czynszowego. W 1974 r. syn Antoniego, Wiktor Polończyk, podarował go Skarbowi Państwa z przeznaczeniem na cele muzealne.
Po długoletnich pracach konserwatorskich i rekonstrukcyjnych w 1992 roku Muzeum Okręgowe w Bielsku-Białej udostępniło dom zwiedzającym.

## Ekspozycje

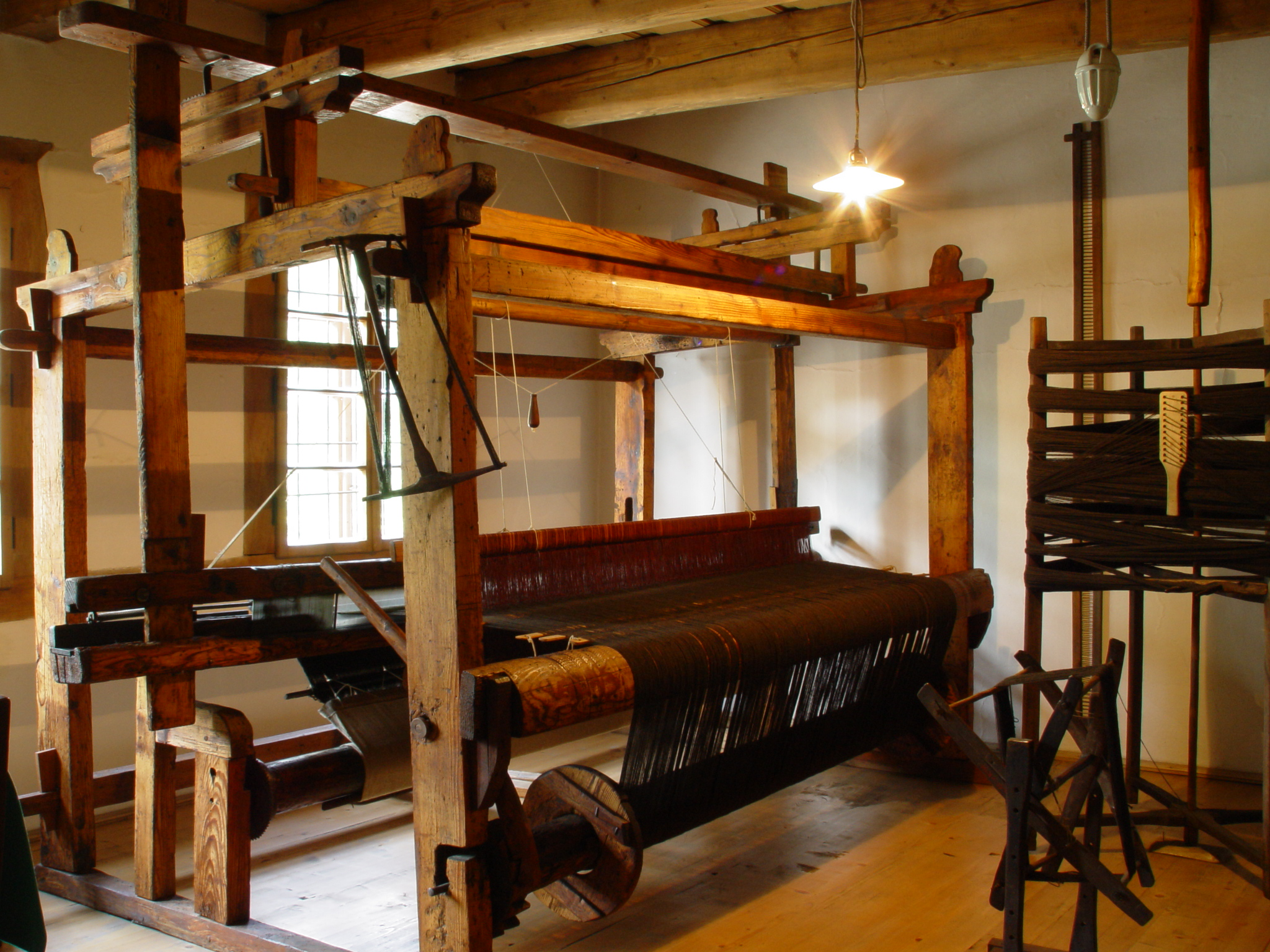
Wnętrze Domu Tkacza, warsztat

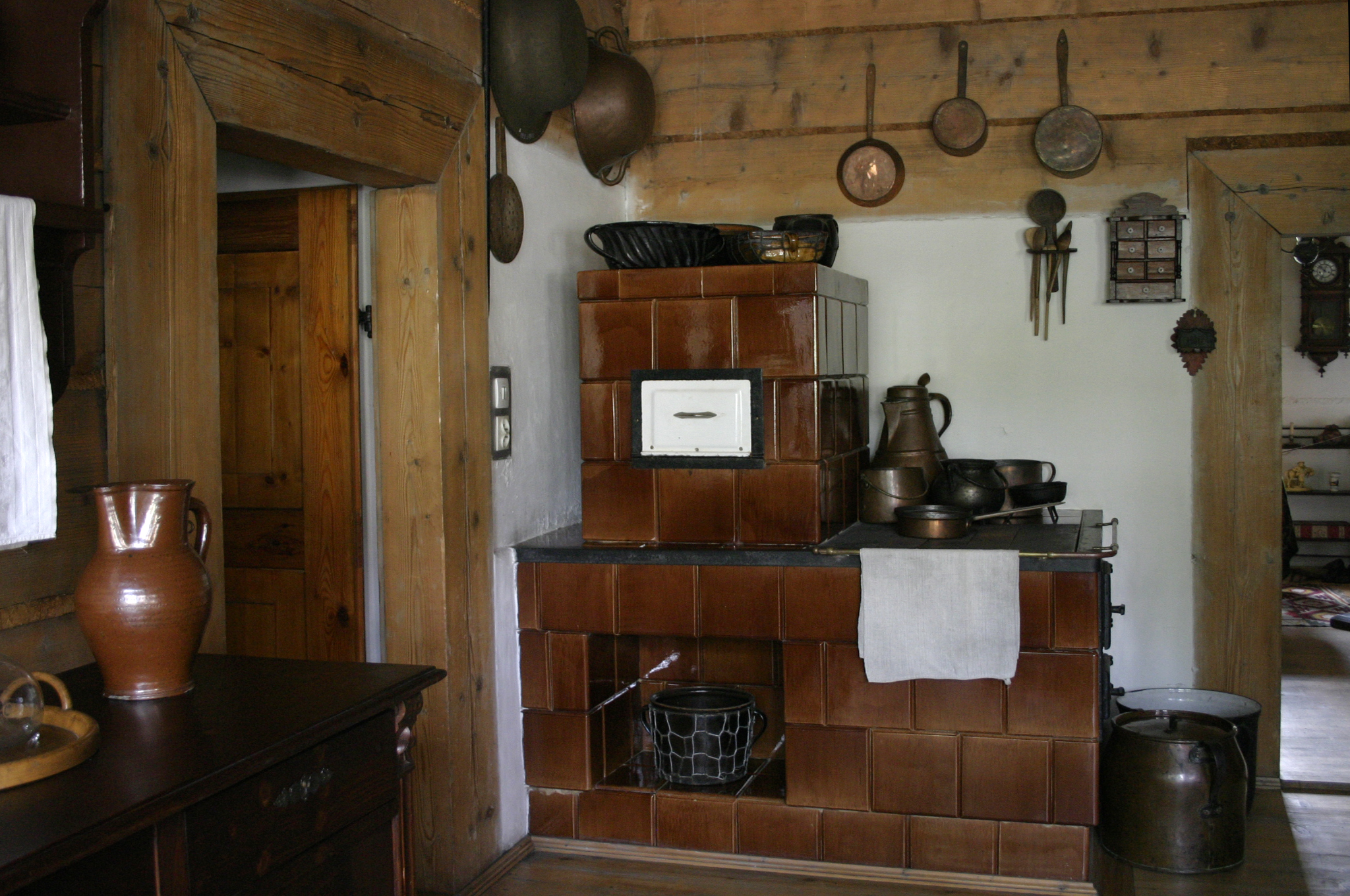
Wnętrze Domu Tkacza, kuchnia

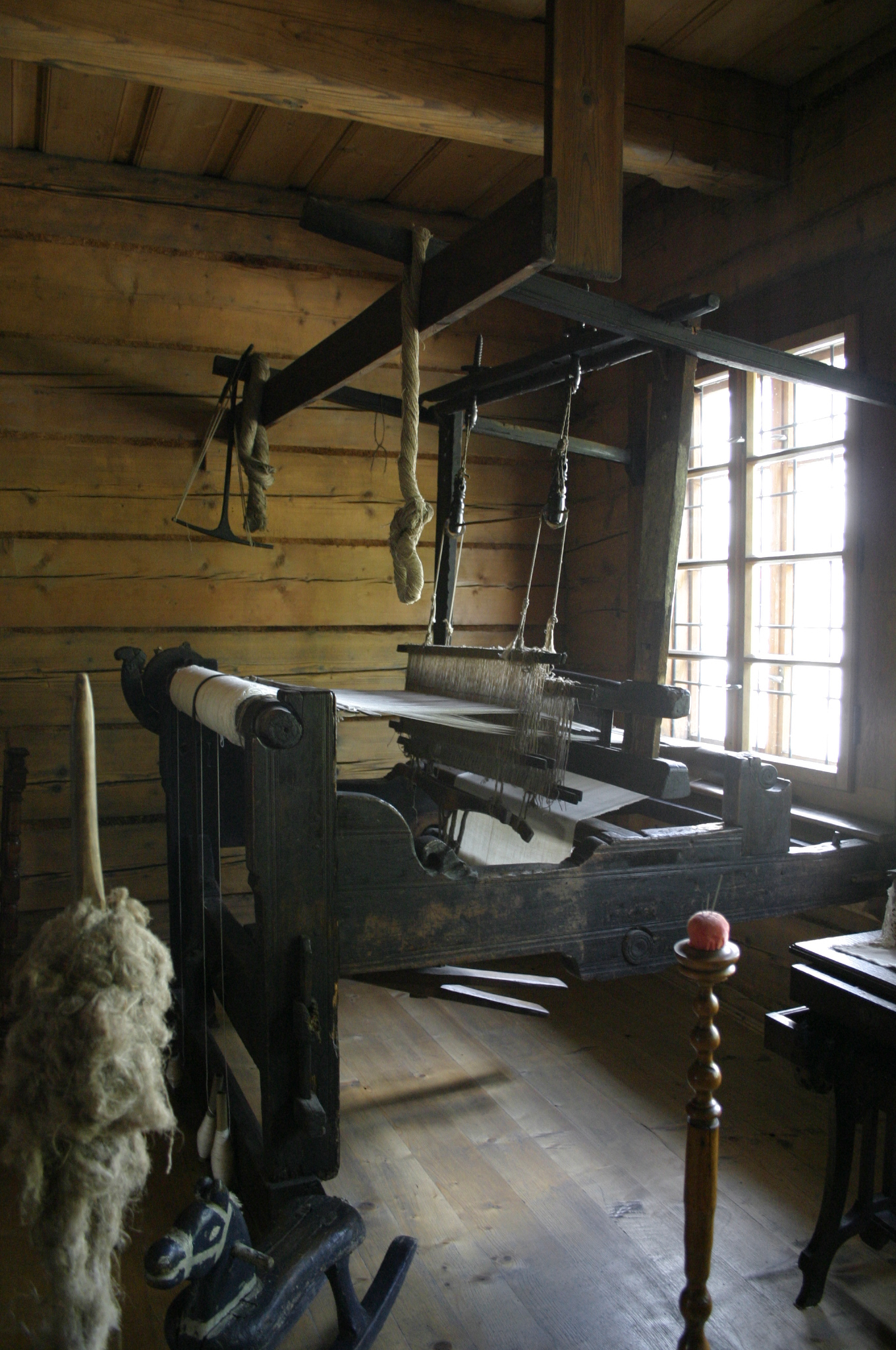
Wnętrze Domu Tkacza, kuchnia

Rekonstrukcja wnętrza domu i warsztatu sukienniczego
Pierwsza ekspozycja muzeum przedstawia wnętrze domu i warsztatu należącego do mistrza cechowego – starszego cechu, a więc przedstawiciela najwyższych władz cechowych. Ukazuje ona jego funkcjonowanie na przełomie XIX i XX wieku, czyli w okresie schyłkowym dla ręcznej wytwórczości, która od drugiej połowy XIX w. w bardzo szybkim tempie była wypierana przez warsztaty mechaniczne.
Budynek przedzielony jest sienią na dwie zasadnicze części – warsztatową, znajdującą się po lewej stronie od wejścia do budynku i mieszkalną – po prawej stronie. Największym pomieszczeniem jest warsztat, w którym umieszczono przede wszystkim przedmioty bezpośrednio związane z pracą tkacza. Wśród nich znajduje się potężne krosno nicielnicowe pochodzące z połowy XVIII w., służące do wyrobu tkanin wełnianych, a także przedmioty związane z przygotowywaniem i snuciem osnowy.
Część tego pomieszczenia przeznaczona była do pracy biurowej, polegającej na załatwianiu spraw organizacyjnych cechu oraz rozstrzyganiu różnorodnych sporów i waśni pomiędzy jego członkami. Tu umieszczone są m.in. dokumenty i pamiątki cechowe oraz żelazna skrzynia, stanowiąca niegdyś „kasę pancerną” cechu. Pomieszczenie to stanowiło również sypialnię i mieszkanie czeladnika, dlatego obok pieca znajdują się sprzęty przeznaczone do jego dyspozycji.
Z warsztatu przez frontową część sieni prowadzi droga do kuchni – pomieszczenia, w którym skupiało się życie całej rodziny. Dlatego też, obok naczyń i sprzętów kuchennych i przedmiotów codziennego użytku, znajdują się tu przedmioty związane z tkactwem. Umieszczono tu m.in. mniejsze krosno, pochodzące z drugiej połowy XIX w., na którym odbywa się praktyczny pokaz tkania dla zwiedzających, kołowrotek i motowidło (miara, na którą nawijano uprzędzone na kołowrotku nici).
Obok kuchni znajduje się sypialnia oraz pomieszczenie przypominające salon gospodarzy, w ciągu dnia używany właściwie tylko od święta, wybielony, z fornirowanymi meblami z przełomu XIX i XX wieku.
Uzupełnienie ekspozycji stanowią umieszczone w sieni drzeworyty Jana Wałacha o tematyce tkackiej.
Od sukna po jedwab – stroje ludowe ze zbiorów Muzeum w Bielsku-Białej
Na poddaszu zaprezentowano przykłady wszystkich rodzajów ubiorów ludowych zgromadzonych od połowy lat 50. XX wieku w Dziale Etnografii. Były one noszone w okresie międzywojennym w bliższych i dalszych okolicach obu miast. Jednym z najokazalszych jest strój mieszczki żywieckiej. Niezwykle barwne i różnorodne są ubiory z Wilamowic. Bielskie muzeum może się poszczycić najróżnorodniejszą kolekcją tego stroju w Polsce i dlatego jest on najliczniej reprezentowany na wystawie. Przy tej barwności niezwykle skromne i proste wydają się być ubiory laskie noszone w okolicy Białej. Skromność tę rekompensuje jednak jakość wykorzystywanych do ich wykonania materiałów: ciemnych fabrycznych tkanin i różnorodnych pasmanteryjnych ozdób naszywanych na jakle – kaftany o bardzo specyficznym kroju, modelującym wygląd całej postaci. Prezentowane na wystawie komplety pochodzą z sąsiadujących z Wilamowicami Pisarzowic, z okolic Bestwiny i z Kóz (strój panny młodej). Pozostałe stroje pochodzą z południowej części ziemi pszczyńskiej, Jaworza i powiatu cieszyńskiego. Na uwagę zasługują także prezentowane na wystawie stroje Górali śląskich, do dzisiaj w dużej mierze wykonywane z samodziałowego płótna i sukna, tkanego ręcznie na takich samych krosnach, jakie prezentowane są na istniejącej już ekspozycji w kuchni. Dopełnieniem całości są meble służące do przechowywania odzieży – od malowanych skrzyń, poprzez kufer, komodę, po szafy oraz bielizna kobieca, pojedyncze elementy ubiorów, a także korale i biżuteria wykonana ze srebra.